# Agave longiflora
Agave longiflora (лат.) — растение, вид рода агава (Agave) подсемейства Агавовые семейства Спаржевые (Asparagaceae), произрастающее в долине низовья Рио-Гранде в Техасе в США и на севере Тамаулипаса в Мексике.

## Таксономия
Типовые образцы были отправлены ботаником и фотографом Робертом Руньоном (1881—1968) в Нью-Йоркский ботанический сад в 1921 году. Вид был первоначально помещён в монотипный род, названный в честь первооткрывателя, Runyonia, Джозефом Нельсоном Роузом. Позже вид был помещён в род Manfreda, теперь поглощённый родом агава.
Первое описание Runyonia longiflora Джозефом Нельсоном Роузом было опубликовано в 1922 году. Гордон Дуглас Роули отнёс этот вид к роду агава в 1977 году.
Номенклатурный синоним — Manfreda longiflora (Rose) Verh.-Will. (1975). Другими синонимами являются Runyonia tubiflora Rose (в schedula, без года, ном. Inval. ICBN article 29.1), Runyonia tenuiflora Rose (в schedula, без года, ном. Inval. ICBN article 29.1) и Polianthes runyonii Shinners (1966). Вид относится к подроду Manfreda и там отнесён к группе Manfreda.

## Ботаническое описание
Agave longiflora —- корневищное многолетнее растение с 3-7 распростёртыми листьями в прикорневой розетке. Растёт на холмах, террасах и склонах полузасушливого региона Тамаулипаса.
Корневище Agave longiflora до 6,5 см в длину и 2 см в ширину. Корни мясистые. Листовая розетка содержит от трёх до семи (реже до 15) ланцетных листьев, мясистых и мягких. Листья имеют заостренное окончание. Зелёная листовая пластинка до 26,5 см в длину и 1,4 см (в культуре до 2 см) в ширину. Весь лист покрыт тёмно-зелёными или коричневыми пятнами. По краям листа — редкорасположенные зубцы. Основания листьев скрывают основу растения.
Соцветие «колосовидное» высотой до 50 см (в культуре до 96 см). Цветонос имеет длину от 8 до 20 см (в культуре до 35 см) и несёт от 10 до 21 густо или рыхло расположенных цветков. Эллипсоидная завязь имеет длину от 4 до 6 мм. Цветёт в сентябре. Плоды вдавленно-сферической формы имеют длину от 0,9 до 1 см и ширину от 1 до 1,3 см. Содержат семена длиной 3 мм и шириной 4 мм.

## Распространение и местообитание
A. longiflora распространена в США в штате Техас и в мексиканском штате Тамаулипас на суглинистых склонах, сухих гравийных холмах и в прериях на супесях над затвердевшей известью.